# 吴旗革命旧址
吴旗革命旧址位于陕西省延安市吴起县吴起镇，1992年被列为第三批陕西省文物保护单位，2006年被列为第六批全国重点文物保护单位。
1935年10月19日中共中央率中国工农红军陕甘支队经长征到达吴起镇，进入西北苏区。10月21日在头道川、二道川、三道川一带设伏，全歼敌35师骑兵团，击溃敌32师和36师的两个骑兵团。此即中央红军长征“切尾巴战斗”。10月22日中共中央政治局在吴起镇召开会议（史称吴起镇会议），毛泽东在会上做了《关于目前行动的方针》报告，确定新形势下陕甘支队的行动方针，决定党和红军今后的战略任务是建立西北苏区，以领导全国革命。10月25日召开红军团以上干部会议。10月26日，中共中央及红军离开吴起镇，延洛河川前往甘泉下寺湾。
吴起镇旧址位于砚洼山南麓，分为南北两院，南为毛泽东旧居，为一排五孔土窑洞，北为张闻天旧居，为九孔接石口土窑洞和一排四孔石窑洞，两院之间有石砌过洞相连。